# Richard Van Genechten
Richard Van Genechten (* 23. Juli 1930 in Brüssel; † 13. November 2010 in Laeken/Laken) war ein belgischer Radrennfahrer.

## Sportliche Laufbahn
Van Genechten war im Straßenradsport aktiv. 1952 siegte er im Etappenrennen Grand Prix François-Faber in Luxemburg vor Charly Gaul. Bei den Straßenradsport-Weltmeisterschaften 1952 belegte er den 8. Platz im Amateurrennen.
1953 wechselte er von den Amateuren zu den Unabhängigen. Von 1954 bis 1961 war er Berufsfahrer. In der Vuelta a Asturias 1953 holte er einen Etappensieg. 1954 war er in der Trophée des Grimpeurs vor Jean Robic erfolgreich. 1955 wurde er Dritter der Belgien-Rundfahrt mit einem Etappensieg. 1956 gewann er das Rennen La Flèche Wallonne und das Week-end ardennais sowie erneut die Trophée des Grimpeurs. 1958 siegte er in der Katalonien-Rundfahrt vor Gabriel Mas. In dem Etappenrennen gelangen ihm zwei Tageserfolge. Dazu kam der Sieg im Grand Prix Raf Jonckheere.
Zweite Plätze holte Van Genechten 1956 bei Gent–Wevelgem und bei Lüttich–Bastogne–Lüttich. Seinen letzten Sieg holte er 1959 bei einem Rennen in Lendelede.
Die Tour de France fuhr er viermal. 1953 wurde er 33., 1954 22. und 1956 45. der Gesamtwertung. 1955 war er ausgeschieden. In der Vuelta a España 1959 wurde er 26.